# لئون مویسیف

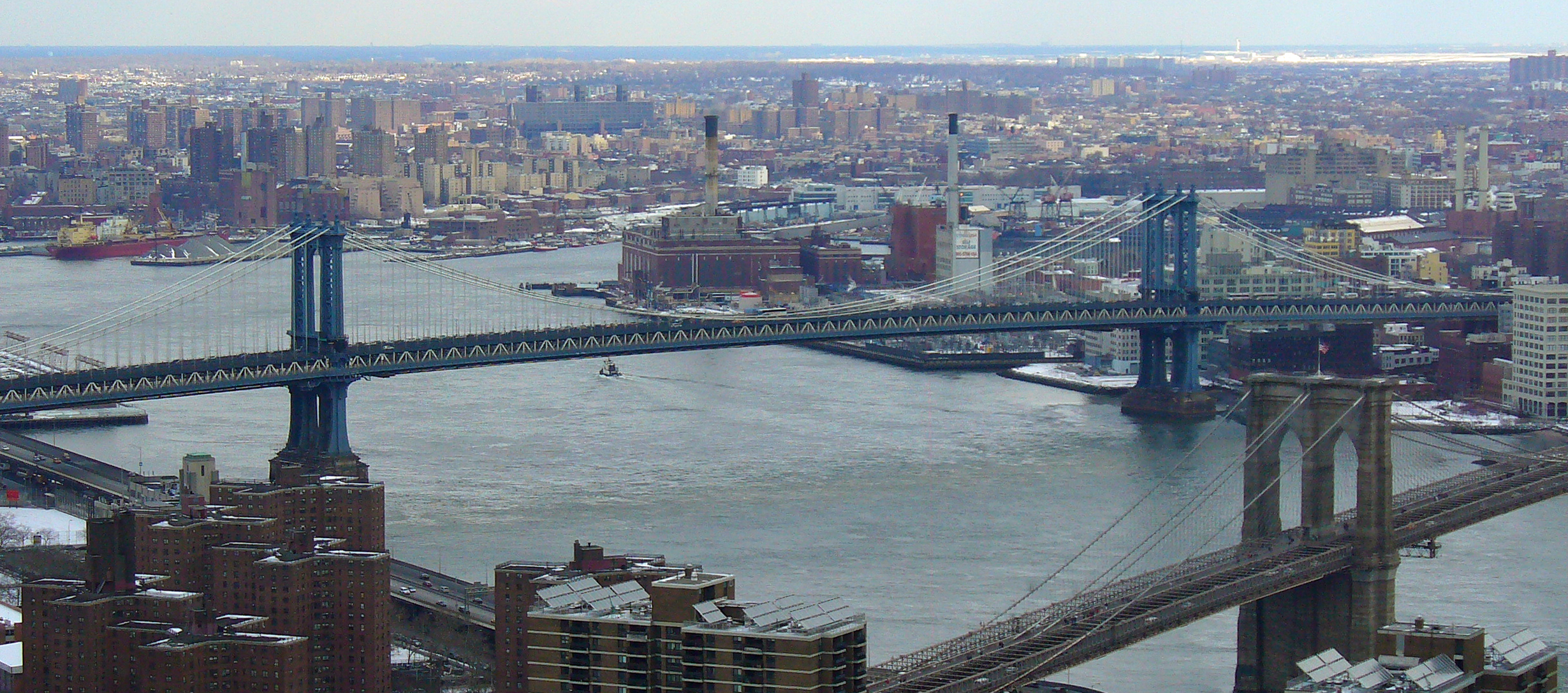
پل منهتن

لئون مویسیف (انگلیسی: Leon Moisseiff; ۱۰ نوامبر ۱۸۷۲ – ۳ سپتامبر ۱۹۴۳) مهندس عمران، و مهندس اهل ایالات متحده آمریکا بود. وی یک مهندس برجسته پل معلق در دهه ۱۹۲۰ و ۱۹۳۰ بود. در سال ۱۹۳۳ به وی مدال Louis E. Levy مؤسسه فرانکلین اهدا شد.
پل منهتن توسط وی طراحی شده‌است.